# Meggyeskovácsi
Meggyeskovácsi es un pueblo ubicado en el distrito de Sárvár, en el condado de Vas, Hungría.

## Superficie
Posee una superficie de 24,64 kilómetros cuadrados.

## Demografía
Hasta 2019 la población era de 707 habitantes, con una densidad de población de 28,69 habitantes por kilómetro cuadrado.